# Gusztáv sakkozik
A Gusztáv sakkozik a Gusztáv című rajzfilmsorozat első évadának tizennyolcadik epizódja.

## Rövid tartalom
Gusztáv egyedül sakkozik, és összeütközésbe kerül két énje, a tépelődő és a fölényes.

## Alkotók
- Rendezte: Macskássy Gyula
- Írta: Macskássy Gyula, Várnai György
- Zenéjét szerezte: Pethő Zsolt
- Operatőr: Klausz Alfréd
- Hangmérnök: Horváth Domonkos
- Vágó: Czipauer János
- Háttér: Pomázi Lajos
- Rajzolták: Máday Gréte, Spitzer Kati
- Színes technika: Dobrányi Géza, Kun Irén
- Gyártásvezető: Bártfai Miklós

Készítette a Pannónia Filmstúdió.